# Diócesis de Lutsk
La diócesis de Lutsk (en latín: Dioecesis Luceoriensis y en ucraniano: Луцька дієцезія) es una circunscripción eclesiástica de la Iglesia católica en Ucrania. Se trata de una diócesis latina, sufragánea de la arquidiócesis de Leópolis. Desde el 12 de abril de 2014 su obispo es Vitalij Skomarovs'kyj.

## Territorio y organización

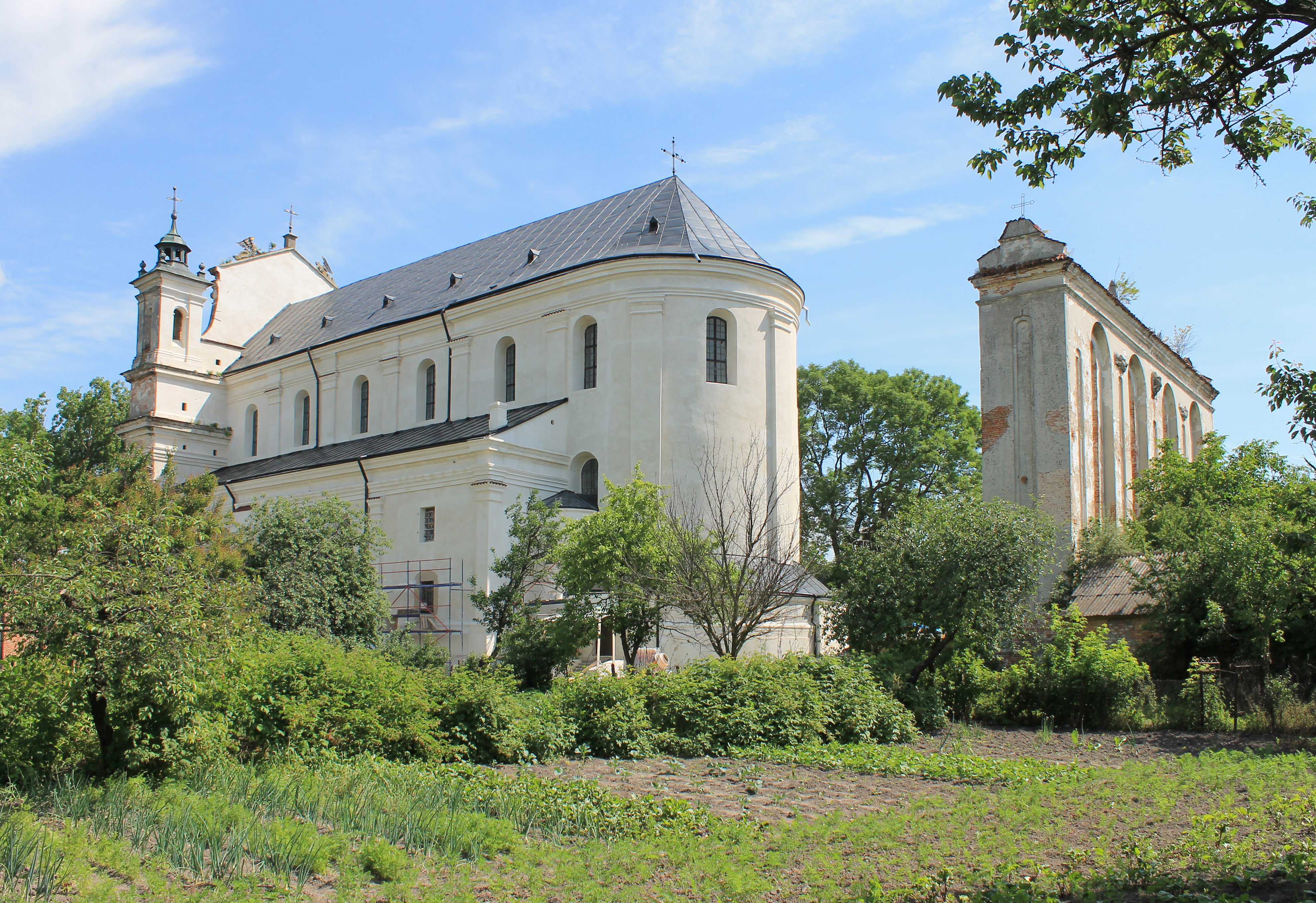
Colegiata de la Santísima Trinidad, en Olyka

La diócesis tiene 40 190 km² y extiende su jurisdicción sobre los fieles católicos de rito latino residentes en las óblasts de Rivne y de Volinia.

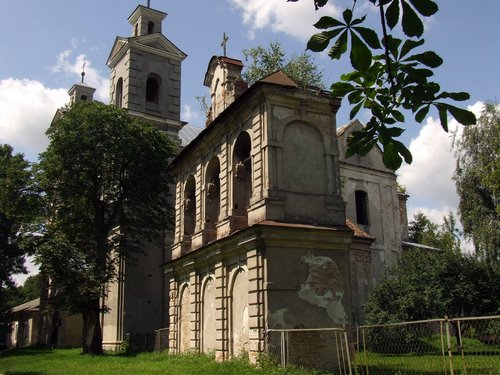
Iglesia de la Santísima Trinidad y el monasterio trinitario, en Berestechko, abandonados en 1945

La sede de la diócesis se encuentra en la ciudad de Lutsk, en donde se halla la Catedral de San Pedro y San Pablo. En Olyka se encuentra la colegiata de la Santísima Trinidad.
En 2023 en la diócesis existían 36 parroquias.

## Historia
Desde 1358 la región histórica de Volinia tenía su propio obispo, la diócesis de Lodomeria con sede en Lodomeria (o Volodímir). Políticamente, Volinia estaba dividida entre Polonia y Lituania. A principios del siglo XV la rivalidad entre los dos poderes llevó a la división de la diócesis de Lodomeria. De hecho, el 17 de febrero de 1400 el papa Bonifacio IX nombró al dominico Gregorio de Butzkow para la sede de Lodomeria a petición de Vitautas, gran duque de Lituania. Sin embargo, el mismo papa nombró el 12 de mayo de 1404 a otro obispo para Volinia, el carmelita Świętosław, con sede en Lutsk. Volinia quedó así dividida en dos diócesis: Lodomeria para la parte lituana y Lutsk para la parte polaca.
Esta situación provocó, además de dificultades políticas, muchos malentendidos y quejas en el ámbito eclesiástico, que presumiblemente se resolvieron sólo después de la muerte de los dos obispos. El 21 de diciembre de 1425 el papa Martín V transfirió, propter varias iustas causas, la sede vacante de la diócesis de Lodomeria a Lutsk, in eadem dioecesis, y nombró a Andrzej Spławski, sufragáneo del arzobispo de Leópolis, como nuevo obispo.
En 1589 el obispo Bernard Maciejowski (1587-1600) dividió el territorio diocesano en tres decanatos. Los decanos supervisaban el funcionamiento de la organización de la Iglesia en el decanato y visitaban las ciudades y pueblos bajo su control. Hacia 1650 la diócesis contaba con 14 decanatos y aproximadamente 160 parroquias.
En 1712 el obispo Aleksander Wyhowski fundó el seminario diocesano.
En 1726, por iniciativa del obispo Stefan Bogusław Rupniewski (1721-1731), debido a la inmensidad del territorio diocesano, se establecieron dos arcedianatos, con sede en Lutsk y Brest, y al mismo tiempo el territorio se dividió en 188 parroquias y 14 decanatos.
El 5 de septiembre de 1781 un incendio destruyó la catedral.
Tras la tercera partición de Polonia (1795), la diócesis se encontró dividida en tres estados diferentes, el Imperio ruso, donde se encontraba la sede del obispo, el Imperio austríaco y el Reino de Prusia. El 16 de octubre de 1798, mediante la bula Maximis undique el papa Pío VI reorganizó las diócesis católicas de rito latino del Imperio ruso. La diócesis de Lutsk, cuyo territorio se hizo coincidir con la gobernación de Volinia, se unió aeque principaliter con la diócesis de Kiev, que al mismo tiempo asumió el nombre de diócesis de Zhitómir. Con la misma bula las dos diócesis fueron declaradas sufragáneas de la arquidiócesis de Mogilev.
Con estas decisiones la diócesis de Lutsk perdió todas las parroquias que estaban fuera de Volinia: 35 parroquias pasaron a la diócesis de Minsk, 30 fueron incorporadas a la diócesis de Vilna, 47 parroquias fueron anexadas a la diócesis de Lublin en territorio de los Habsburgo y, posteriormente, 44 parroquias formaron parte de la diócesis de Wigry en territorio prusiano. En 1804 las diócesis unidas de Lutsk y Zhitómir incluían sólo 87 parroquias.
Las difíciles relaciones entre la Santa Sede y el gobierno ruso condujeron varias veces durante el siglo XVIII y especialmente en el siglo XIX a la ruptura de las relaciones entre ambos. No pocas veces el gobierno zarista suprimió las diócesis católicas con sus propios decretos, impidiendo efectivamente tanto el nombramiento de obispos como la toma de posesión de las diócesis. Este es el caso de la supresión imperial de la diócesis de Kamianets en 1866. El 3 de mayo de 1867 por decreto de la Congregación Consistorial esta diócesis fue confiada a la administración de los obispos de Lutsk y Zhitómir, hasta su restablecimiento en 1918.
En 1910 la diócesis de Lutsk incluía 9 decanatos y 81 parroquias.
Al final de la Primera Guerra Mundial y después de la Paz de Riga en 1921 las sedes de Lutsk y Zhitómir se encontraron divididas por la nueva frontera estatal, la primera, compuesta por 11 decanatos, en la nación polaca restaurada; y la segunda en la Rusia soviética.
Mediante la bula Vixdum Poloniae unitas del 28 de octubre de 1925, el papa Pío XI disolvió la unión entre las dos diócesis. La sede de Lutsk, hecha sufragánea de la arquidiócesis de Leópolis, perdió tres decanatos, que permanecieron en territorio de la Unión Soviética y se unieron a la diócesis de Zhitómir.
En 1938 la diócesis contaba con 16 decanatos, 138 parroquias y algo más de 320 000 fieles.
Después de la entrada de las tropas soviéticas, el obispo auxiliar Stefan Walczykiewicz fue arrestado el 17 de septiembre de 1939. Tras numerosos interrogatorios, que comprometieron su salud, falleció el 12 de mayo de 1940 a la edad de 53 años.
El 3 de enero de 1945 el NKVD arrestó al obispo Adolf Peter Szelazek y lo mantuvo detenido en Kiev hasta el 15 de mayo de 1946, cuando lo expulsó a Polonia, en donde permaneció hasta el final de sus días. En esos mismos años, la población polaca de la diócesis, que en su mayoría profesaba el catolicismo romano, fue repatriada por la fuerza a Polonia.
Las autoridades soviéticas cerraron la catedral al culto y el 15 de diciembre de 1980 designaron el edificio como museo del ateísmo. La catedral se volvió a dedicar de nuevo el 31 de marzo de 1991.
El 18 de mayo de 1996 se restableció la diócesis y se confió al arzobispo de Leópolis Marian Jaworski como administrador apostólico. El 25 de marzo de 1998 el nombramiento como obispo de Markijan Trofym "jak puso fin a una sede vacante de 48 años.

## Estadísticas
Según el Anuario Pontificio 2024 la diócesis tenía a fines de 2023 un total de 30 000 fieles bautizados.
| Año                                                                             | Población            | Población | Población      | Sacerdotes | Sacerdotes    | Sacerdotes    | Bautizados por sacerdote | Diáconos permanentes | Religiosos | Religiosos | Parroquias |
| Año                                                                             | Bautizados católicos | Total     | % de católicos | Total      | Clero secular | Clero regular | Bautizados por sacerdote | Diáconos permanentes | Varones    | Mujeres    | Parroquias |
| ------------------------------------------------------------------------------- | -------------------- | --------- | -------------- | ---------- | ------------- | ------------- | ------------------------ | -------------------- | ---------- | ---------- | ---------- |
| 1950                                                                            |                      |           |                | 3          | 3             |               | 0                        |                      |            |            |            |
| 1997                                                                            | 3000                 | 2 254 000 | 1.3            | 18         | 11            | 7             | 1666                     |                      | 10         | 18         | 36         |
| 2000                                                                            | 30 000               | 2 169 100 | 1.4            | 16         | 10            | 6             | 1875                     |                      | 6          | 17         | 36         |
| 2001                                                                            | 30 000               | 2 169 000 | 1.4            | 21         | 14            | 7             | 1428                     |                      | 7          | 13         | 36         |
| 2002                                                                            | 30 000               | 2 168 600 | 1.4            | 19         | 12            | 7             | 1578                     |                      | 7          | 13         | 36         |
| 2003                                                                            | 30 000               | 2 167 500 | 1.4            | 18         | 12            | 6             | 1666                     |                      | 6          | 14         | 36         |
| 2004                                                                            | 29 850               | 2 165 800 | 1.4            | 22         | 15            | 7             | 1356                     |                      | 7          | 12         | 36         |
| 2013                                                                            | 25 000               | 2 211 000 | 1.1            | 24         | 19            | 5             | 1041                     |                      | 6          | 7          | 33         |
| 2016                                                                            | 25 000               | 2 204 541 | 1.1            | 30         | 19            | 11            | 833                      |                      | 12         | 8          | 35         |
| 2019                                                                            | 30 000               | 2 192 608 | 1.4            | 25         | 18            | 7             | 1200                     |                      | 9          | 8          | 36         |
| 2021                                                                            | 30 000               | 2 180 832 | 1.4            | 25         | 20            | 5             | 1200                     | 1                    | 7          | 7          | 36         |
| 2023                                                                            | 30 000               | 2 180 970 | 1.4            | 21         | 16            | 5             | 1428                     |                      | 6          | 4          | 36         |
| Fuente: Catholic-Hierarchy, que a su vez toma los datos del Anuario Pontificio. |                      |           |                |            |               |               |                          |                      |            |            |            |

## Episcopologio

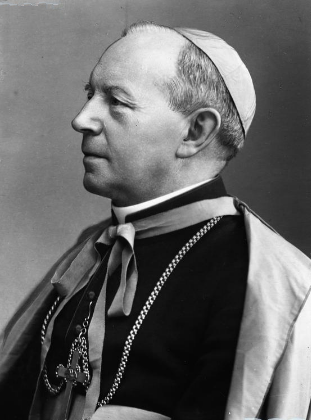
Adolf Piotr Szelążek, obispo de Lutsk de 1925 a 1950

### Obispos de Lutsk
- Izydor † (1375-1380 falleció)
- Rugiano † (1380-1400 falleció)
- Świętosław, O.Carm. † (12 de mayo de 1404-después de 1410)
- Andrzej Spławski † (21 de diciembre de 1425-circa 1459 falleció)
- Wacław Raczkowicz † (28 de septiembre de 1459-1460/1462)
- Jan Łosowicz † (24 de enero de 1463-4 de mayo de 1468 nombrado obispo de Vilna)
- Marcin Kreczowicz † (4 de julio de 1468-1482/1483 falleció)
- Stanisław Stawski † (9 de noviembre de 1483-circa 1488 falleció)
- Jan Pudełko (Andruszewicz) † (2 de diciembre de 1491-1501/1502 falleció)
- Albert Radziwiłł † (30 de mayo de 1502-10 de septiembre de 1507 nombrado obispo de Vilna)
- Paweł Holszański † (10 de septiembre de 1507-15 de marzo de 1536 nombrado obispo de Vilna)
- Jerzy Chwalczewski † (24 de abril de 1536-1549 falleció)
- Walerian Protasewicz † (27 de mayo de 1549-10 de abril de 1556 nombrado obispo de Vilna)
- Jan Andruszewicz † (13 de abril de 1556-1566/1567 falleció)
- Wiktoryn Wierzbicki † (22 de agosto de 1567-10 de febrero de 1587 falleció)
- Bernard Maciejowski † (8 de junio de 1587-23 de mayo de 1600 nombrado obispo de Cracovia)
- Stanisław Gomoliński † (30 de agosto de 1600-1604 falleció)
- Marcin Szyszkowski † (1604 por sucesión-18 de julio de 1607 nombrado obispo de Płock)
- Paweł Wołucki † (30 de julio de 1607-18 de mayo de 1616 nombrado obispo de Cuyavia)
- Henryk Firlej † (30 de mayo de 1616-19 de enero de 1617 nombrado obispo de Płock)
- Andrzej Lipski † (20 de febrero de 1617-20 de noviembre de 1623 nombrado obispo de Cuyavia)
- Stanisław Łubieński † (26 de febrero de 1624-30 de agosto de 1627 nombrado obispo de Płock)
- Achacy Grochowski † (6 de octubre de 1627-7 de enero de 1633 falleció)
- Bogusław Radoszewski † (6 de junio de 1633-1638 falleció)
- Andrzej Gembicki † (19 de abril de 1638-1654 falleció)
- Jan Zamoyski, O.P. † (19 de octubre de 1654-1 de enero de 1655 falleció)
- Jan Stefan Wydżga † (31 de mayo de 1655-10 de noviembre de 1659 nombrado obispo de Varmia)
- Mikołaj Prażmowski † (1 de diciembre de 1659-11 de octubre de 1666 nombrado arzobispo de Gniezno)
  - Zygmunt Czyżowski † (15 de diciembre de 1666-1667 falleció) (obispo electo)
- Tomasz Leżeński † (5 de septiembre de 1667-1675 falleció)
- Stanisław Dąmbski † (19 de octubre de 1676-20 de abril de 1682 nombrado obispo de Płock)
- Stanisław Jan Witwicki † (25 de mayo de 1682-24 de noviembre de 1687 nombrado obispo de Poznan)
- Bogusław Leszczyński † (11 de octubre de 1688-8 de septiembre de 1691 falleció)
  - Sede vacante (1691-1696)
- Franciszek Michał Prażmowski † (24 de septiembre de 1696-3 de septiembre de 1701 falleció)
- Aleksander Wyhowski † (1 de octubre de 1703-28 de diciembre de 1714 falleció)
- Joachim Przebendowski † (5 de octubre de 1716-21 de mayo de 1721 falleció)
- Stefan Bogusław Rupniewski † (1 de diciembre de 1721-29 de abril de 1731 falleció)
- Jan Aleksander Lipski † (31 de marzo de 1732-19 de diciembre de 1732 nombrado obispo de Cracovia)
  - Sede vacante (1732-1736)
- Andrzej Stanisław Załuski † (19 de noviembre de 1736-20 de julio de 1739 nombrado obispo de Chełmno)
- Franciszek Antoni Kobielski † (30 de septiembre de 1739-16 de enero de 1755 falleció)
- Antoni Erazm Wołłowicz † (12 de mayo de 1755-6 de julio de 1770 falleció)
- Feliks Paweł Turski † (4 de marzo de 1771-29 de noviembre de 1790 nombrado obispo de Cracovia)
- Adam Stanisław Naruszewicz, S.I. † (29 de noviembre de 1790-8 de julio de 1796 falleció)

### Obispos de Lutsk y Zhitómir
- Kasper Cieciszowski (17 de noviembre de 1798-23 de junio de 1828 nombrado arzobispo de Mogilev)
- Michał Piwnicki † (23 de junio de 1828 por sucesión-29 de mayo de 1845 falleció)
  - Sede vacante (1845-1848)
- Kasper Borowski † (3 de julio de 1848-15 de marzo de 1883 nombrado obispo de Płock)
- Szymon Marcin Kozlowski † (15 de marzo de 1883-14 de diciembre de 1891 nombrado arzobispo de Mogilev)
  - Sede vacante (1891-1897)
- Cyryl Lubowidzki † (2 de agosto de 1897-2 de junio de 1898 falleció)
- Bolesław Hieronim Kłopotowski † (14 de diciembre de 1899-15 de abril de 1901 nombrado arzobispo de Mogilev)
- Karol Antoni Niedziałkowski † (15 de abril de 1901-7 de abril de 1911 falleció)
  - Sede vacante (1911-1916)
- Ignacy Maria Dubowski † (16 de octubre de 1916-30 de mayo de 1925 renunció)

### Obispos de Lutsk
- Adolf Piotr Szelążek † (14 de diciembre de 1925-9 de febrero de 1950 falleció)
  - Sede vacante (1950-1998)
- Markijan Trofym"jak (25 de marzo de 1998-24 de julio de 2012 renunció)[nota 1]
- Vitalij Skomarovs'kyj, desde el 12 de abril de 2014